# Stegodyphus tibialis
Stegodyphus tibialis är en spindelart som först beskrevs av O. Pickard-Cambridge 1869.  Stegodyphus tibialis ingår i släktet Stegodyphus och familjen sammetsspindlar. Inga underarter finns listade i Catalogue of Life.